# Переломний момент (телесеріал)
Переломний момент (оригінальна назва — «La Faille», англійський варіант — «The Wall — Cover Your Tracks») — канадська детективна драма 2019 року. Дія серіалу відбувається у маленькому містечку Фермонт, що у Квебеці. У гігантській споруді під назвою «Стіна» знаходять тіло жінки. Детективку Селін відправляють розслідувати цю справу. По ходу слідства вона знаходить сполучну ланку із загиблим три роки тому хлопчиком. Але це тільки початок, ланцюжок смертей триває.
У липні 2020 року серіал знято із показу після того, як співачка Safia Nolin звинуватила у сексуальному домаганні акторку Maripier Morin. Пізніше показ відновили, але доля зйомок лишається невідомою.

## Акторський склад
- Isabel Richer — Селін Трюдо, сержантка-детективка із Квебека;
- Alexandre Landry — Александр (Алекс) Теберже, місцевий поліцейський, який допомагає Селін Трюдо;
- Maripier Morin — Софі Тейлор, донька Селін і дружина Луї-Філіппа Рікарда; працює на шахті менеджеркою з комунікацій;
- Jean-Philippe Perras — Луї-Філіп Рікар, чоловік Софі;
- Marc Messier — Жюль Рікар, власник шахти, має дружину Діану і сина Луї-Філіпа;
- Élise Guilbault — Діана Трембле-Рікар, губернаторка містечка;
- Mélanie Langlais — Жюстін Фурньє, стриптизерка, знайдена мертвою;
- Catherine St-Laurent — Леа Валуа, подруга Жюстін;
- Normand Daoust — Клод Фурньє, батько Жюстін;
- Dominique Quesnel — Домінік Фурньє, мати Жюстін;
- Marianne Fortier — Рафаель Фурньє, сестра Жюстін і подруга Ентоні;
- Denis Trudel — Роберт Фурньє, дядько та хрещений батько Жюстін, шахтний інженер;
- Patrick Hivon — Бруно Ламонтань, жорстокий батько раніше померлого хлопчика Грегуара та Ентоні. Коханець Жюстін;
- Éveline Gélinas — Наталі Сен-Онж, колишня дружина Бруно Ламонтаня і мати Ентоні та Грегуара;
- Xavier Huard — Ален Тюрген, поліцейський, коханець Наталі.

## Сюжет
Селін Трюдо відсилають у містечко Фермонт для розслідування убивства жінки. Тіло знайшли оголеним із китайською маскою на обличчі. З'ясувалося, що це місцева стриптизерка Жюстін. Загибла булу в конфлікті з батьками і майже не бачилася із ними. Подруга розповіла, що Жюстін скаржилася на переслідування якогось китайця. Містечко побудоване для персоналу кар'єра. Три роки тому маленький Ґреґуар, переховуючись від батька, нібито задихнувся чадом від увімкненої бензопилки. У Бруно на той час було алібі: він перебував разом із коханкою Жюстін. Зараз він дуже побивається, що її вбили, а його колишня дружина впевнена, що він винен в обох вбивствах. Їхній інший син Ентоні дружить із сестрою Жюстін Рафаель. Поліція знайшла сумочку убитої, але виявилося, що то — фальшивка, а справжня у Ентоні, разом із великою сумою грошей. Селін зустрічається із донькою Софі, яка одружена з сином власника шахти і має дитину. Софі дуже зла на матір і жалкує, що вони зустрілися, бо раніше Селін переспала з її нареченим. Дівчина раніше теж була стриптизеркою і не хоче, щоб про це дізналися.
Дослідження показали, що біля тіла вбитої, можливо, теж працювала електропилка. Детективи розшукують чоловіка, у приміщенні якого знайшли мертвим Ґреґуара. Вони їдуть у його засніжену хижку і зустрічають там невідомого. Той утікає, це Луї-Філіп, який хоче показати батькові, що теж здатен досягти успіху. Вони із хазяїном хижки розшукували нове родовище. Хазяїна хижки знаходять мертвим, він також задихнувся чадним газом. Селін розуміє, що діє серійний убивця, але її керівник забороняє їй це розголошувати. На нього тисне власник кар'єра, який хоче взяти кредит, і погана слава йому не потрібна. Подруга Жюстін здогадалася, що Ентоні вкрав гроші померлої, і вимагає свою долю. Хлопець домовляється із Рафаель про спільну втечу із містечка. Діана розмовляє із чоловіком, і стає зрозуміло, що їхній син колись зустрічався із Жюстін. Він розбив їй серце, і після того Жюстін пішла із дому і стала заробляти стриптизом. Побитий Бруно китаєць — коханець Діани. Продавець телефонів встановив прослуховування на телефон Бруно. Роберту Фурньє надсилають відео із сильно нафарбованою дівчиною. Він переляканий.
Ентоні зізнався, що вони із Раф украли гроші Жюстін, зароблені торгівлею наркотиками. Продавця телефонів викрадає маніяк, очевидно, що вони прителювали. Поліція знаходить ноутбук продавця і розуміє, що той прослуховував ледве не пів міста. Також там є відео, на якому Роберт знущається над небогою. Про це всім стає відомо. Батько Жюстін захищає брата, нібито то була непереборна пристрасть. Це тривало із її 13-річчя. Роберта заарештовують, і він вішається у камері. Діана хоче, щоб чоловік повністю залежав від неї, і тому влаштовує постійні поламки обладнання кар'єру. Старший Рікар збанкрутів і продав власність китайцям. Селін і Алекс переспали. Його дружина дізналася про зраду. Маніяк убив її і прилаштував біля тіла камеру, щоб спостерігати. Селін здогадалася, що це — Ален, їхній співробітник. Його сестра розповіла, що батько дуже бив їх і маму. Вона втекла, а дітей віддали у прийомні сім'ї. Для вбивства Ален обирав тих, кого дуже ображали, а матері їх не могли або не хотіли захистити. Він викрадає Софі і пропонує Селін прийти до них. Та погоджується, у розмові підіграє психу, наче вона — його мати, яка не втекла, а отруїлася в авто чадним газом. Під час сутички Селін застрелює маніяка. Вони миряться із донькою. Мати власника хижки (третьої жертви) з'ясовує, що на ділянці сина великі поклади алмазів, і пропонує старшому Рікару розробляти їх разом.